# .cd
.cd為剛果民主共和國國家及地區頂級域（ccTLD）的域名，同时也被CD网站非官方使用。它創建於1997年，是.zr （扎伊爾） ccTLD 的替代品，而.zr 域名於 2001 年逐步淘汰並刪除。

## 外部連結
- IANA whois information for .cd（页面存档备份，存于）
- Official home page of Congo Internet Management（页面存档备份，存于）
- IANA redelegation report on .cd ccTLD (2011)（页面存档备份，存于）